# Ginástica de trampolim nos Jogos Pan-Americanos de 2023 - Individual feminino
O evento individual feminino da ginástica de trampolim nos Jogos Pan-Americanos de 2023 foi disputado em 3 e 4 de novembro de 2023 no Centro de Esportes Coletivos, localizado no cluster do Estádio Nacional. Um total de 11 ginastas de seis Comitês Olímpicos Nacionais (CON) participaram da competição.

## Calendário
Horário local (UTC−3).
| Data          | Hora  | Fase         |
| ------------- | ----- | ------------ |
| 3 de novembro | 16:00 | Qualificação |
| 4 de novembro | 17:00 | Final        |

## Medalhistas
| Ouro   | USA Jessica Stevens |
| Prata  | BRA Camilla Gomes   |
| Bronze | MEX Dafne Navarro   |

## Resultados

### Qualificação
As oito melhores ginastas na qualificatória se classificam para a final. Apenas duas ginastas por CON poderiam se classificar.
| Pos. | Ginasta               | Nota E | Nota T | Nota D | Nota H | Pen. | Total  | Notas |
| ---- | --------------------- | ------ | ------ | ------ | ------ | ---- | ------ | ----- |
| 1    | BRA Camilla Gomes     | 15.400 | 15.790 | 14.60  | 8.80   |      | 54.590 | Q     |
| 2    | USA Nicole Ahsinger   | 14.600 | 15.520 | 14.30  | 9.40   |      | 53.820 | Q     |
| 3    | MEX Dafne Navarro     | 16.000 | 15.820 | 12.50  | 9.20   |      | 53.520 | Q     |
| 4    | BRA Alice Gomes       | 15.400 | 15.380 | 13.40  | 9.30   |      | 53.480 | Q     |
| 5    | USA Jessica Stevens   | 14.300 | 16.070 | 13.50  | 9.20   |      | 53.070 | Q     |
| 6    | MEX Patricia Núñez    | 15.900 | 14.530 | 13.10  | 9.30   |      | 52.830 | Q     |
| 7    | CAN Rachel Tam        | 14.600 | 14.500 | 14.20  | 9.20   |      | 52.500 | Q     |
| 8    | MEX Mariola García    | 13.900 | 15.310 | 13.30  | 8.90   |      | 51.210 |       |
| 9    | ARG Valentina Podesta | 16.000 | 15.010 | 9.40   | 9.50   |      | 49.910 | Q     |
| 10   | ARG Lucila Maldonado  | 14.200 | 14.740 | 10.20  | 9.60   |      | 48.740 | R1    |
| 11   | BOL Maya Quinteros    | 10.300 | 13.420 | 8.10   | 9.00   |      | 40.820 | R2    |

### Final
Na final as competidores realizaram um único exercício, com os de melhor pontuação definindo as medalhistas.
| Pos.              | Ginasta               | Nota E | Nota T | Nota D | Nota H | Pen. | Total  |
| ----------------- | --------------------- | ------ | ------ | ------ | ------ | ---- | ------ |
| Medalha de ouro   | USA Jessica Stevens   | 15.000 | 15.890 | 14.40  | 9.70   |      | 54.990 |
| Medalha de prata  | BRA Camilla Gomes     | 14.300 | 16.240 | 14.40  | 8.90   |      | 53.840 |
| Medalha de bronze | MEX Dafne Navarro     | 14.900 | 14.850 | 14.20  | 9.60   |      | 53.550 |
| 4                 | USA Nicole Ahsinger   | 14.300 | 15.070 | 14.30  | 9.20   |      | 52.870 |
| 5                 | BRA Alice Gomes       | 14.700 | 15.140 | 13.40  | 9.30   |      | 52.540 |
| 6                 | ARG Valentina Podesta | 15.900 | 14.890 | 9.40   | 9.40   |      | 49.590 |
| 7                 | CAN Rachel Tam        | 13.900 | 14.030 | 12.40  | 9.00   |      | 49.330 |
| 8                 | MEX Patricia Núñez    | 7.000  | 7.330  | 6.00   | 4.50   |      | 24.830 |